# Thor: Love and Thunder
Pour les articles homonymes, voir Thor (homonymie).
Série l'univers cinématographique Marvel
Doctor Strange in the Multiverse of Madness
(2022) Black Panther: Wakanda Forever
(2022)
Série Thor
Thor: Ragnarok
(2017)
Pour plus de détails, voir Fiche technique et Distribution.
Thor: Love and Thunder, ou Thor : Amour et tonnerre au Québec, est un film de super-héros américano-australien réalisé par Taika Waititi et sorti en 2022.
Il s'agit du vingt-neuvième film de l'univers cinématographique Marvel et le sixième de la phase IV. Il fait suite à Thor (2011), Thor : Le Monde des ténèbres (2013) et Thor : Ragnarok (2017).
L'histoire se déroule après les événements d'Avengers: Endgame et avant ceux de Les Gardiens de la Galaxie Vol. 3.
Le film se déroule après les événements liés à l'affrontement avec Thanos. Thor vit des aventures spatiales en compagnie des Gardiens de la Galaxie tout en ayant des réflexions existentielles sur sa vie super-héroïque. Cependant, quand un individu, Gorr le Boucher des Dieux, commence à tuer tous les dieux de l'Univers, Thor va devoir le retrouver et l'affronter aux côtés de son ami Korg, ainsi que de Jane Foster, son ex-petite-amie atteinte d'un cancer et qui manie désormais Mjolnir, et la Valkyrie, « reine » de New Asgard, pour pouvoir venir à bout de ce nouvel adversaire.

## Synopsis
En plein désert sur une planète stérile, Gorr essaye de survivre avec sa fille, presque mourante. Alors qu'il garde espoir en ses prières envers le dieu Rapu, Gorr finit par la perdre. Peu après l'avoir enterrée, il découvre une oasis où se trouve Rapu, qui célèbre la mort du dernier détenteur de la Nécrolame, une épée maudite qui existe depuis la nuit des temps et qui est capable de tuer tous les dieux. Alors que Rapu se montre arrogant et dédaigneux envers Gorr, ce dernier reçoit l'appel de la Nécrolame. Après avoir été choisi et infecté par l'épée, Gorr tue brutalement Rapu en le décapitant et fait la promesse de tuer tous les dieux.
En 2025, un an après la guerre contre Thanos, Thor vit au gré de ses voyages galactiques en compagnie de Korg et des Gardiens de la Galaxie. Après une autre victoire sur la planète Indigarr, Thor reçoit en cadeau de la part du roi Yakan deux chèvres géantes, Toothgnasher et Toothgrinder, puis dit adieu aux Gardiens après avoir capté un signal de détresse de Sif. Blessée, elle l'avertit sur le danger que représente Gorr (qui se fait appeler le « Boucher des Dieux ») pour New Asgard (autre nom de la Nouvelle Asgard). Pendant ce temps, sur Terre, Jane Foster s'est vu diagnostiquer un cancer en phase terminale. Après avoir lu dans un livre que Mjolnir pourrait potentiellement la guérir de sa maladie, elle part pour New Asgard. Sur place, Mjolnir, qui était détruit, se reforge et Jane se transforme miraculeusement en « Mighty Thor », en raison du fait que Thor avait jeté à son marteau un sort de protection envers Jane lorsqu'ils étaient encore ensemble. Peu de temps après, Gorr lâche des créatures de l'ombre pour attaquer New Asgard afin d'attirer Thor. Pendant le combat contre les créatures, Thor découvre Jane et ses nouveaux pouvoirs. Gorr finit par kidnapper un certain nombre d'enfants de la ville. Thor réussit quand même à communiquer avec l'un d'entre eux, Axl, le fils d'Heimdall.
Thor, Jane, Korg et le roi Valkyrie décident d'aller demander de l'aide aux autres dieux à Omnipotence City (une cité géante où se réunissent tout les dieux). Alors que l'équipe essaye désespérément d'avertir du danger et de demander de l'aide auprès de Zeus, ce dernier refuse et ordonne de les capturer car ils pourraient mettre en danger Omnipotence City, forçant le groupe à combattre les soldats de Zeus. Alors que ce dernier a détruit Korg avec son arme nommée Thunderbolt, Thor, enragé, le tue avec Thunderbolt, que Valkyrie vole par la suite. Korg a en fait survécu, mais il ne reste que son visage. Peu après, Thor et Jane retrouvent leurs sentiments l'un pour l'autre, Jane lui révèle sa maladie.
L'équipe se rend ensuite dans le Royaume des Ombres, un espace dépourvu de couleurs, où réside Gorr. L'enlèvement des enfants s'avère être une ruse afin d'attirer Thor, Gorr veut en réalité s'emparer de Stormbreaker afin d'invoquer le Bifröst pour rencontrer Éternité, un être très puissant se trouvant au centre de l'Univers, qui pourrait exaucer son souhait d'exterminer tous les dieux. Après un combat, Gorr réussit à voler Stormbreaker et laisse Valkyrie gravement blessée. De retour à New Asgard, Thor apprend que le pouvoir de Mjolnir n'est pas en train de sauver Jane, mais au contraire en train de l’aggraver. Thor décide d'arrêter Gorr seul, Jane lui ayant expliqué qu'il faut qu'il détruise la Nécrolame, ce qui tuera Gorr.
Gorr commence à ouvrir le portail vers Éternité. Thor réussit à transmettre ses pouvoirs aux enfants grâce à Thunderbolt afin qu'ils tuent les créatures de l'ombre. Jane vient en aide à Thor, malgré son état. Ils réussissent à détruire la Nécrolame mais Gorr parvient quand même à ouvrir le portail. Reconnaissant sa défaite, Thor parvient à convaincre Gorr que son véritable souhait envers Éternité n'est pas de tuer tous les dieux mais de récupérer sa fille. Jane finit par succomber à sa maladie et meurt dans les bras de Thor. Éternité exauce le souhait de Gorr, sa fille revient à la vie et il demande à Thor de veiller sur elle, juste avant de mourir des effets de la destruction de la Nécrolame.
Quelques jours plus tard, les enfants retournent à New Asgard, où Valkyrie et Sif commencent à les former au combat. Thor, en possession de Mjolnir, forme désormais un duo avec la fille de Gorr, qui brandit elle aussi Stormbreaker à ses côtés.
Scène inter-générique
Zeus, qui a survécu, décide d'envoyer son fils Hercule tuer Thor afin que les gens craignent de nouveau les dieux.
Scène post-générique
Maintenant décédée, Jane est accueillie par Heimdall aux portes du Valhalla, la terre des dieux.

## Fiche technique
Sauf indication contraire, les informations mentionnées dans cette section peuvent être confirmées par les bases de données cinématographiques IMDb et Allociné,  présentes dans la section « Liens externes ».
- Titre original et français : Thor: Love and Thunder
- Titre québécois : Thor : Amour et tonnerre[3]
- Réalisation : Taika Waititi
- Scénario : Taika Waititi et Jennifer Kaytin Robinson, d'après les personnages Marvel Comics créés par Stan Lee et Jason Aaron
- Musique : Michael Giacchino et Nami Melumad
- Direction artistique : Vlad Bina, Andrew Chan, Joshua Dobkin, Tony Drew, Jenny Hitchcock, Dale Mackie, Charlie Revai, Bradley Rubin et Jessica Shorten
- Décors : Nigel Phelps
- Costumes : Mayes C. Rubeo et Katie Sharrock[4]
- Photographie : Barry Baz Idoine
- Son : Dan Abrams, Onnalee Blank, Eric Flickinger, Brandon Proctor, Ryan Robinson, Ryan Stern, Daniel Tappan
- Montage : Peter S. Elliot (de), Tim Roche, Matthew Schmidt et Jennifer Vecchiarello
- Production : Kevin Feige et Brad Winderbaum
  - Production exécutive (Los Angeles) : Charles Newirth
  - Production déléguée : Victoria Alonso, Louis D'Esposito (es), Brian Chapek, Todd Hallowell et Chris Hemsworth
  - Coproduction : David J. Grant
- Sociétés de production[5] :
  - États-Unis : Marvel Studios et Walt Disney Pictures
  - Australie : Disney Studios Australia
- Société de distribution : Walt Disney Studios Motion Pictures (États-Unis et Canada) ; Walt Disney Studios Motion Pictures International (France et Belgique)
- Budget : 250 millions de $
- Pays de production :  États-Unis,  Australie
- Langue originale : anglais
- Format[6] : couleur - D-Cinema / DCP Digital Cinema Package - 2,39:1 (Cinémascope) (Panavision) - son Dolby Digital | DTS (DTS: X) | Dolby Atmos | IMAX 6-Track
- Genre : action, aventures, comédie, romance, fantastique, science-fiction, super-héros
- Durée : 118 minutes
- Dates de sortie[7] :
  - États-Unis : 23 juin 2022 (première mondiale à Los Angeles)[8] ; 8 juillet 2022 (sortie nationale)
  - Australie et Belgique : 6 juillet 2022[9]
  - Québec : 8 juillet 2022[3]
  - France, Suisse romande : 13 juillet 2022[10],[11]
- Classification[12] :
  - États-Unis : accord parental recommandé, film déconseillé aux moins de 13 ans (PG-13 - Parents Strongly Cautioned)[Note 3]
  - Australie : recommandé pour les personnes de plus de 15 ans (M - Mature)
  - France : tous publics[13]
  - Belgique : potentiellement préjudiciable jusqu'à 12 ans (Mogelijk schadelijk voor kinderen onder de 12 jaar)[9],[14]
  - Suisse romande : interdit aux moins de 12 ans[15]
  - Québec : tous publics - déconseillé aux jeunes enfants (G - General Rating)[3]

## Distribution
Sauf indication contraire, les informations mentionnées dans cette section peuvent être confirmées par les bases de données cinématographiques IMDb et Allociné,  présentes dans la section « Liens externes ».
- Chris Hemsworth (VF : Adrien Antoine ; VQ : Martin Desgagné) : Thor
- Christian Bale (VF : Philippe Valmont ; VQ : Louis-Philippe Dandenault) : Gorr le Boucher des Dieux
- Natalie Portman (VF : Sylvie Jacob ; VQ : Aline Pinsonneault) : Jane Foster / Mighty Thor
- Tessa Thompson (VF : Aurélie Konaté ; VQ : Véronique Marchand) : le roi Valkyrie
- Taika Waititi (VF : Stéphane Ronchewski ; VQ : François-Simon Poirier) : Korg (voix et capture de mouvement)
- Russell Crowe (VF : Emmanuel Jacomy ; VQ : Pierre Auger) : Zeus
- Jaimie Alexander (VF : Ingrid Donnadieu ; VQ : Marie-Claude Hénault) : Sif
- Chris Pratt (VF : David Krüger ; VQ : Philippe Martin) : Peter Jason Quill / Star-Lord
- Pom Klementieff (VF : elle-même) : Mantis
- David Bautista (VF : Serge Biavan ; VQ : Blaise Tardif) : Drax le Destructeur
- Karen Gillan (VF : Laëtitia Lefebvre ; VQ : Kim Jalabert) : Nébula
- Bradley Cooper (VF : Alexis Victor ; VQ : Maël Davan-Soulas) : Rocket (voix)
- Vin Diesel (VF : Guillaume Orsat) : Groot (voix)
- Sean Gunn (VF : Thibaut Belfodil ; VQ : Alexis Lefebvre) : Kraglin Obfonteri ; Rocket (capture de mouvement)
- Kieron L. Dyer (VF : Matt Mouredon ; VQ : Matis Ross) : Astrid « Axl » Heimdallson
- Simon Russell Beale : Dionysos
- India Rose Hemsworth (VF : Lise Theisen) : la fille de Gorr
- Stephen Curry (VF : Vincent Ropion ; VQ : Benoît Brière) : le roi Yakan
- Kat Dennings (VF : Kelly Marot ; VQ : Ève Mangin) : Darcy Lewis
- Jonathan Brugh (VF : Bruno Magne ; VQ : Guy Nadon) : le dieu Rapu
- Daley Pearson (VF : Laurent Morteau ; VQ : Kevin Houle) : Darryl Jacobson, le guide touristique de la Nouvelle Asgard
- Indiana Evans : Zeusette
- Akosia Sabet : Bast ou Bastet, déesse panthère du Wakanda et déesse chat égyptienne
- Tristan Hemsworth : Thor, enfant
- Stellan Skarsgård (VF : Gabriel Le Doze ; VQ : Denis Mercier) : Dr Erik Selvig (caméo)
- Luke Hemsworth (VF : Valentin Merlet ; VQ : Christian Perrault) : l'acteur de théâtre interprétant Thor (participation)
- Matt Damon (VF : Damien Boisseau ; VQ : Martin Watier) : l'acteur de théâtre interprétant Loki[16] (participation)
- Sam Neill (VF : Hervé Bellon ; VQ : Jean-Marie Moncelet) : l'acteur de théâtre interprétant Odin (participation)
- Melissa McCarthy (VF : Véronique Alycia ; VQ : Natalie Hamel-Roy) : l'actrice de théâtre interprétant Hela (participation)
- Ben Falcone : le metteur en scène de la pièce de théâtre (participation)
- Elsa Pataky : une femme-louve (caméo)
- Brett Goldstein : Hercule (caméo, scène inter-générique)
- Idris Elba (VF : Frantz Confiac ; VQ : Widemir Normil)[réf. nécessaire] : Heimdall (caméo, scène post-générique)

Sources : Cartons de doublage à la fin du film

## Production

### Genèse et développement
Le 11 janvier 2018, il est révélé à travers une interview dans USA Today que Chris Hemsworth et Taika Waititi ont discuté d'une potentielle suite à Thor : Ragnarok (2017).
Le 17 avril 2019, Tessa Thompson révèle que des idées ont été posées pour une suite potentielle à Thor : Ragnarok avec possiblement Taika Waititi de retour à la réalisation.
Le 16 juillet 2019, The Hollywood Reporter révèle qu'une suite à Thor : Ragnarok est en développement du côté de Marvel Studios et que Taika Waititi reviendra comme réalisateur et scénariste.
Le 20 juillet 2019, lors du Comic-Con de San Diego, Kevin Feige révèle officiellement que le film s'appellera Thor: Love and Thunder et qu'il sortira au cinéma le 5 novembre 2021.
En février 2020, Jennifer Kaytin Robinson est choisie pour coécrire le scénario avec Taika Waititi.
Le réalisateur Taika Waititi a expliqué que ce quatrième film sur Thor s'inspire largement des comics Mighty Thor écrits par Jason Aaron. Le film montrera donc la transformation de Jane Foster (à nouveau interprétée par Natalie Portman) en la version féminine du Dieu du Tonnerre. L'actrice était d'ailleurs apparue avec le marteau de Thor en mains lors de l'annonce du film au Comic-Con de 2019, où Waititi avait précisé que son personnage devrait bien être appelée Mighty Thor.
Quelque temps avant la sortie du film, des figurines sont dévoilées au public montrant des aperçus des costumes de Thor, de King Valkyrie, de Mighty Thor, de Korg et de Gorr le massacreur de dieux.
Le 18 avril 2022, un premier teaser du film sort montrant des images des Gardiens de la Galaxie, de Valkyrie en reine du New Asgard, un Thor rock n’ roll avec des habits déjantés puis une armure magnifique accompagné du Stormbreaker, le massacreur de dieux, Gorr n’est cependant pas présent dans ce teaser. Zeus se révèle aussi avec son éclair en or foudroyant et Korg qui accompagne Thor dans une montagne qui fait référence à la demeure de Gorr ou celle de Falligar, un monstre dieu ami de Thor dans les comics. Le Grand Maître semble être dans le film car lorsque Korg et Thor regardent le vaisseau des Gardiens partir, ils semblent être dans une décharge semblable à celle du Grand Maître cependant rien ne prouve pour l’instant qu’il sera là. Aux dernières images, une femme avec un costume de Mighty Thor apparaît et soulève le marteau Mjolnir qui semble être un peu cassé puis est révélée comme être Jane Foster.
Le 24 mai, la seconde bande annonce sort avec des images de Jane Foster et Thor qui se retrouvent, Queen Valkyrie, Korg et Jane semblent régner sur le New Asgard, on voit aussi le corps de Falligar tué par Gorr, des images montrent un peu plus le look de Zeus ainsi que celui du terrifiant Gorr le déchiqueteur des dieux incarné par Christian Bale à l’écran. Thor semble avoir un nouveau casque et des pouvoirs cosmiques qu’il utilise dans un monde noir où Gorr réside. Queen Valkyrie semble aussi hériter du foudroyant éclair en or de Zeus lorsqu'elle affronte Gorr.

### Attribution des rôles
Tessa Thompson est confirmée dans le rôle de Valkyrie et Natalie Portman reviendra dans son rôle de Jane Foster, cette fois-ci dans le rôle de la déesse du Tonnerre, la Puissante Thor.
Le 16 octobre 2019, Taika Waititi annonce, dans le Jimmy Kimmel Live!, qu'il reprendra son rôle de Korg.
Le 6 janvier 2020, Collider affirme que Christian Bale est entré en négociations pour jouer dans le film. Tessa Thompson confirme la présence de Bale deux mois plus tard, précisant qu'il sera l'antagoniste du film.
Le 9 mars 2020, Vin Diesel, l'interprète vocal de Groot, laisse entendre la présence des Gardiens de la Galaxie,. Cela est confirmé peu après avec des photos de tournage.
En novembre 2020, il est confirmé que Jaimie Alexander reprend son personnage de Sif, absent de Thor : Ragnarok (2017).
Le 30 mars 2021, Russell Crowe est annoncé au casting dans le rôle de Zeus.

### Tournage
Le tournage devait initialement débuter en Australie en août 2020. En raison de la pandémie de Covid-19, il débute finalement le 26 janvier 2021 aux Fox Studios Australia à Sydney,. À l'instar de la série The Mandalorian, le film est tourné avec la technologie dite du « plateau numérique » avec des décors recréés sur des écrans à LED. Le tournage s'est achevé le 1er juin 2021.

### Postproduction
Pendant la postproduction, le premier montage du film atteignit les 4 h 30 min. Les studios Marvel imposèrent au réalisateur Taika Waititi de raccourcir le long métrage. Jeff Goldblum, l'interprète du Grand maître qui est l'un des antagonistes secondaires de Thor : Ragnarok voit toutes ses scènes coupées tout comme l'acteur Peter Dinklage qui devait reprendre son rôle d'Eitri, le forgeron géant aperçu dans Infinity War.
Lena Headey devait apparaître pour la première fois dans le MCU et prêter ses traits à un personnage secret de l'intrigue mais ses scènes furent aussi retirées. Le temps d'écran de Gorr, le méchant du film joué par Christian Bale, fut aussi réduit et bon nombre de ses scènes passèrent à la trappe, considérées comme trop sombres et violentes par les producteurs selon l'acteur.

## Musique
Bandes originales de l'univers cinématographique Marvel
Doctor Strange in the Multiverse of Madness
(2022) Black Panther: Wakanda Forever
(2022)
En décembre 2021, Michael Giacchino annonce qu'il va composer la musique du film ; il a déjà composé la bande originale de Doctor Strange (2016) et de la trilogie Spider-Man du MCU (2017-2021) pour Marvel Studios, ainsi que celle du précédent film de Taika Waititi, Jojo Rabbit (2019). Une bande originale, comprenant les thèmes originaux de Giacchino ainsi que la partition composée par lui et Nami Melumad, est publiée par Hollywood Records et Marvel Music le 6 juillet 2022. Le single Mama's Got a Brand New Hammer, le thème principal du film, sort le 30 juin,. Waititi souhaite que la musique reflète la même esthétique que le film avec sa « palette bombastique, forte et colorée ». La chanson Sweet Child O' Mine des Guns N' Roses figure dans le film, Guns N' Roses étant l'un des groupes préférés de Waititi ; pour le réalisateur, la chanson permet de « refléter la sorte d'aventure folle que nous présentons [visuellement] » ; la chanson est aussi utilisée pour promouvoir le film. Les autres chansons présentes dans le film incluent : Only Time d'Enya ; Welcome to the Jungle, Paradise City et November Rain des Guns N' Roses ; Fighting de Michael Raphael ; Our Last Summer d'ABBA ; Family Affair de Mary J. Blige ; Goodies de Ciara en featuring avec Petey Pablo ; et Rainbow in the Dark de Dio. La chanson Old Spice Sea Chanty de Ginger Johnson et une chanson originale, Hey Ninny-Nonny, interprétée par Taika Waititi, sont également incluses.
| Liste des morceaux | Liste des morceaux                   | Liste des morceaux | Liste des morceaux | Liste des morceaux | Liste des morceaux | Liste des morceaux | Liste des morceaux | Liste des morceaux | Liste des morceaux |
| No                 | Titre                                | Durée              |                    |                    |                    |                    |                    |                    |                    |
| ------------------ | ------------------------------------ | ------------------ | ------------------ | ------------------ | ------------------ | ------------------ | ------------------ | ------------------ | ------------------ |
| 1.                 | Mama's Got a Brand New Hammer        | 6:10               |                    |                    |                    |                    |                    |                    |                    |
| 2.                 | Just Desert                          | 2:25               |                    |                    |                    |                    |                    |                    |                    |
| 3.                 | Indigarr with the Diva               | 1:44               |                    |                    |                    |                    |                    |                    |                    |
| 4.                 | The Not Ready for New Asgard Players | 1:39               |                    |                    |                    |                    |                    |                    |                    |
| 5.                 | See Jane Thor                        | 1:08               |                    |                    |                    |                    |                    |                    |                    |
| 6.                 | Distressed Out                       | 2:38               |                    |                    |                    |                    |                    |                    |                    |
| 7.                 | Gorr Animals                         | 2:33               |                    |                    |                    |                    |                    |                    |                    |
| 8.                 | A Gorr Phobia                        | 2:08               |                    |                    |                    |                    |                    |                    |                    |
| 9.                 | The Ax Games                         | 1:21               |                    |                    |                    |                    |                    |                    |                    |
| 10.                | Thorring to New Heights              | 0:57               |                    |                    |                    |                    |                    |                    |                    |
| 11.                | Show Intel                           | 2:53               |                    |                    |                    |                    |                    |                    |                    |
| 12.                | We're Not Emos We're Gods            | 0:51               |                    |                    |                    |                    |                    |                    |                    |
| 13.                | The Zeus Fanfares                    | 1:26               |                    |                    |                    |                    |                    |                    |                    |
| 14.                | I Was in the Pool!                   | 2:25               |                    |                    |                    |                    |                    |                    |                    |
| 15.                | Saving Face                          | 3:09               |                    |                    |                    |                    |                    |                    |                    |
| 16.                | Utter Lunarcy                        | 1:24               |                    |                    |                    |                    |                    |                    |                    |
| 17.                | Think on Your Defeat                 | 1:41               |                    |                    |                    |                    |                    |                    |                    |
| 18.                | Bedside Hammer                       | 1:35               |                    |                    |                    |                    |                    |                    |                    |
| 19.                | Temple-itis                          | 1:38               |                    |                    |                    |                    |                    |                    |                    |
| 20.                | Surely, Temple                       | 1:01               |                    |                    |                    |                    |                    |                    |                    |
| 21.                | The Power of Thor Propels You        | 2:01               |                    |                    |                    |                    |                    |                    |                    |
| 22.                | Foster? I Barely Know Her!           | 3:06               |                    |                    |                    |                    |                    |                    |                    |
| 23.                | Jane Stop This Crazy Thing           | 2:52               |                    |                    |                    |                    |                    |                    |                    |
| 24.                | One Wish to Rule Them All            | 2:58               |                    |                    |                    |                    |                    |                    |                    |
| 25.                | All's Fair in Love and Thor          | 1:44               |                    |                    |                    |                    |                    |                    |                    |
| 26.                | Bawl and Jane                        | 1:23               |                    |                    |                    |                    |                    |                    |                    |
| 27.                | The Kids Are Alright                 | 1:21               |                    |                    |                    |                    |                    |                    |                    |
| 28.                | The Ballad of Love and Thunder       | 8:12               |                    |                    |                    |                    |                    |                    |                    |
| 59:03              |                                      |                    |                    |                    |                    |                    |                    |                    |                    |

Musiques non-présentes sur l'album :
- Only Time de Enya
- Paradise City de Guns N' Roses
- Fighting de Michael Raphael
- Family Affair de Mary J. Blige
- Goodies de Ciara
- November Rain de Guns N' Roses
- Welcome To The Jungle de Guns N' Roses
- Old Spice Sea Chanty de Ginger Johnson
- Our Last Summer de ABBA
- Sweet Child O' Mine de Guns N' Roses
- Hey Ninny-Nonny de Taika Waititi
- Rainbow In The Dark de Dio

## Accueil

### Sortie
Initialement prévu le 5 novembre 2021, le film sort le 8 juillet 2022 aux États-Unis. Mais en raison de la pandémie de Covid-19, il est repoussé au 18 février 2022, avant d'être avancé au 11 février 2022 pour éviter la concurrence avec Doctor Strange in the Multiverse of Madness, qui sort le 25 mars 2022. En décembre 2020, il est une nouvelle fois repoussé au 6 mai 2022. En octobre 2021, il est une nouvelle fois repoussé au 8 juillet 2022.

### Censure
La projection du film est interdite dans plusieurs pays, comme la Malaisie ou l'Égypte, en raison de l'orientation sexuelle du personnage de la Valkyrie, interprétée par Tessa Thompson. Le Bahreïn invoque pour sa part le « souci de préserver les vertueuses valeurs de la société »,. Le Koweït justifie la censure par des « scènes avec des personnages homosexuels »,. Le film reste disponible dans certains pays arabes comme les Émirats Arabes Unis.

### Accueil critique
Rotten Tomatoes donne la note de 63 % pour 434 critiques comptabilisées. Le site Metacritic donne quant à lui une note de 57/100 pour 64 critiques de presse.
En France, le site Allociné donne une moyenne de 2,6/5 à partir de l'interprétation de 28 critiques de presse.
Dans sa critique, Erwan Lafleuriel (IGN France) retient l'humour présent dans le film : « De ce côté là, c'est un sans faute côté rythme, absurdité, sarcasme, échanges dynamiques, tout est parfait, si on aime l'humour de Taika Waititi. L'émotion est présente, mais pas encore tout à fait convaincante. ».
Pour Anthony Jammot (France Info Culture), « Sans jamais se prendre au sérieux, Thor poursuit donc son introspection de personnage complexe et attachant dans cette suite à la fois énergisante et hilarante. Toutefois, à trop miser sur le second degré, le film en oublierait presque d'être touchant, la faute à un décalage trop marqué entre l'absurdité et la tragédie. ».
Pour Julie Hay (Le Journal du geek), « comme un tube de l’été qui nous colle à la peau, Thor : Love and Thunder est un plaisir coupable. Une comédie romantique et héroïque qui ne dose pas toujours ses différentes inspirations, mais qui parvient à s’imprimer dans nos cervelles en mal d’évasion. ».
Simon Riaux du site spécialisé Écran Large résume son article ainsi : « La déroute narrative est totale, les effets spéciaux n'assurent même plus un semblant de spectacle, ni ne font oublier des personnages plus vidés que des truites sur un stand de poissonnerie. Mais Waititi lance ses dernières forces dans la bataille, jusqu'à proposer dans le dernier tiers du film un tonnerre de pop-culture encore une fois singulier. ».

### Box-office
| Pays ou région        | Box-office        | Date d'arrêt du box-office | Nombre de semaines |
| --------------------- | ----------------- | -------------------------- | ------------------ |
| France                | 2 943 419 entrées | 25 octobre 2022            | 15                 |
| États-Unis Canada     | 343 256 830 $     | 13 octobre 2022            | 14                 |
| Total hors États-Unis | +417 671 251, USD | n/a                        | n/a                |
| Total mondial         | +760 928 081, USD | n/a                        | n/a                |

#### France
Lors de son premier jour d'exploitation, ce 4e volet de la saga consacré au dieu du tonnerre réunit 343 235 spectateurs, dont 133 235 en avant-première. En première place du box-office des nouveautés, le film, au moment de sa sortie, réalise le second meilleur démarrage de l'année 2022.
Au bout d'une première semaine d'exploitation, le long-métrage Marvel totalise 1 150 926 entrées, pour une première place au box-office. Dans la saga, il se place en seconde position derrière Le Monde des Ténèbres. La semaine suivante, le film voit son nombre d'entrée divisé par deux, avec 573 326 entrées. Le long-métrage de Taika Waititi reste cependant en première position du box-office, suivi par Les minions 2 : il était une fois Gru (525 841).
Début août, le blockbuster dépasse la barre symbolique des 2 millions d'entrées (2 129 017) en engrangeant 404 765 entrées supplémentaires, toujours devant Les Minions 2 (351 988). La semaine suivante, il perd près de 50% de son rendement d'exploitation, passant à la troisième place du box-office avec 250 210 entrées, juste derrière Les Minions 2 (251 426).
Après une cinquième semaine d'exploitation, Thor 4 dépasse les 2,5 millions d'entrées (2 577 053) grâce aux 197 826 entrées sur la semaine.

#### Amérique du Nord
Ce 4e volet consacré à Thor se positionne en tête du box-office dès son premier week-end d'exploitation, supplantant le film  Les Minions 2 : Il était une fois Gru. Thor : Love and Thunder réussit ainsi à engranger 143 millions de dollars sur ce week-end, avec sa diffusion dans 4 375 cinémas, et fait mieux que ses 3 précédents volets — respectivement 65, 85 et 122 millions de dollars.
Pour le week-end du 22-24 juillet 2022, Thor : Love and Thunder perd une place au classement d'exploitation, au profit de Nope (44 000 000 $) qui vient de sortir, en engrangeant 22 100 000 $.

### Distinctions
Entre 2022 et 2023, le film Thor: Love and Thunder a été sélectionné 18 fois dans diverses catégories et a remporté une récompense.

### Récompenses
- Yoga Awards 2023 : pire acteur étranger pour Christian Bale.

### Nominations
2022
- Australian Academy of Cinema and Television Arts Awards 2022 :
  - Meilleur film
  - Meilleur acteur pour Chris Hemsworth
  - Meilleurs effets visuels ou animation pour Jake Morrison, Lisa Marra, Dan Oliver, Dan Bethell et Ian Cope
- Saturn Awards 2022 :
  - Meilleur film de super-héros
  - Meilleurs costumes pour Mayes C. Rubeo
  - Meilleur maquillage pour Matteo Silvi et Adam Johansen
- Clio Awards 2022 : meilleur cinéma dans les coulisses pour Calvin Chin, Sam Abrahams, Adam Cooper et Matt Bornstein.
- Hollywood Music In Media Awards (HMMA) 2022 : meilleure musique originale pour un film de science-fiction pour Michael Giacchino et Nami Melumad
- People's Choice Awards 2022 : film de l’année
- Costume Designers Guild Awards 2023 : meilleurs costumes pour un film de science-fiction ou fantastique pour Mayes C. Rubeo
- CinEuphoria Awards 2023 :
  - Meilleur acteur dans un second rôle (compétition internationale) pour Brett Goldstein
  - Meilleurs effets spéciaux sonores ou visuels (compétition internationale) pour Jake Morrison, Lisa Marra, Dan Oliver, Dan Bethell et Ian Cope
- Kids' Choice Awards 2023 :
  - Acteur de cinéma préféré pour Chris Hemsworth
  - Actrice de cinéma préférée pour Natalie Portman
- Hawaii Film Critics Society Awards 2023 : pire film de l'année
- Critics' Choice Super Awards 2023 :
  - Meilleur film de super-héros
  - Meilleure actrice dans un film de super-héros pour Natalie Portman